# Oulad Cherki
Oulad Cherki (franska: Oulad Cherki (CR), Oulad Cherki (Commune Rurale), arabiska: أولاد بوعلي الواد) är en kommun i Marocko.   Den ligger i provinsen El Kelaâ des Sraghna och regionen Marrakech-Safi, i den norra delen av landet, 200 km söder om huvudstaden Rabat. Antalet invånare är 7 165.